# متحف السحر

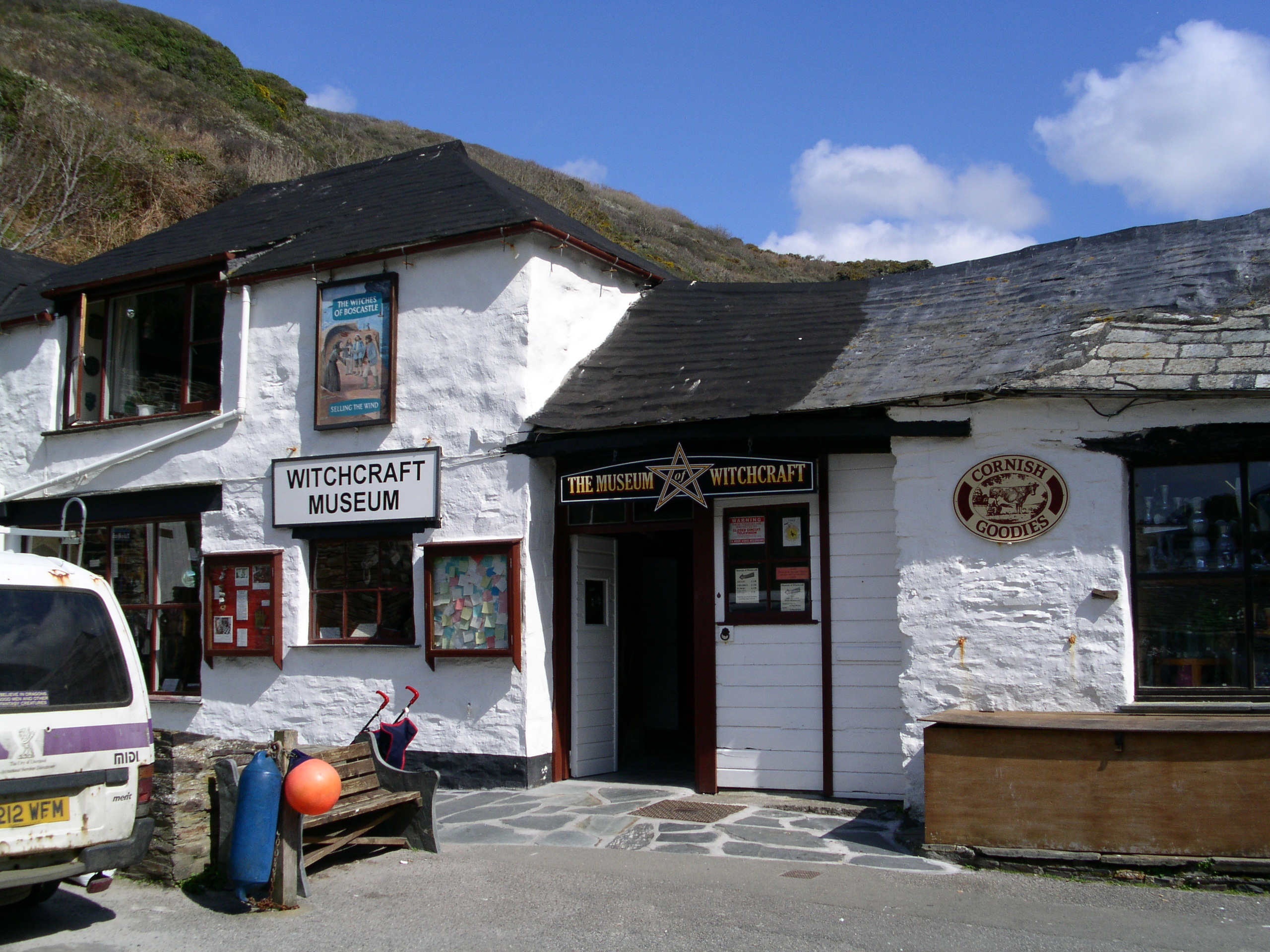
متحف السحر في بوسكاسل

متحف السحر (بالإنجليزية: Museum of Witchcraft)‏ هو متحف يضم أكبر مجموعة من المقتنيات المتعلقة بالسحر والويكا وتاريخهما في العالم. يوجد في مدينة بوسكاسل بمقاطعة كورنوال جنوب غرب إنجلترا. أسسه الساحر الإنجليزي سيسيل وليامسون (1909ـ 1999)، الذي كان من أتباع الوثنية الجديدة، وكان مقر المتحف عند افتتاحه سنة 1951 هو مدينة كاسلتاون، جنوب جزيرة مان، وكان اسمه حينها «المركز الفلكلوري للخرافة والسحر» (بالإنجليزية: Folklore Center of Superstition and Witchcraft)‏، ثم انتقل المتحف إلى مقره الحالي سنة 1960.